# Doktor Murphy

A Doktor Murphy (eredeti cím: The Good Doctor) amerikai televíziós sorozat, ami egy azonos című, dél-koreai díjnyertes sorozaton alapszik. Rendezte Mike Listo és Seth Gordon.
A sorozat főszereplője Shaun Murphy, egy kezdő és kivételesen tehetséges sebész, aki teljesen felkavarja a kaliforniai San José egyik legrangosabb kórházának az életét. A profik nehezen tudnak mit kezdeni a fiatal sebésszel, aki autizmussal és Savant-szindrómával küzd.
A többi emberhez személyesen kapcsolódni képtelen Shaun ugyanakkor rendkívüli megoldásaival folyamatosan megkérdőjelezi kollégái rutinját, és kivételes adottságával nem csak életeket ment meg, hanem kollégái szakmai fejlődésében is felbecsülhetetlen segítségnek bizonyul.
A savant-szindrómában szenvedő emberek egy vagy több területen olyan szakértelemmel rendelkeznek, amelyek ellentétben állnak általános képességeik korlátozottságával.

## Szereplők

### Főszereplők
| Szereplők             | Színészek             | Magyar hangok                               | Évadok         | Évadok          | Évadok          | Évadok          | Évadok          | Évadok         | Évadok          |
| Szereplők             | Színészek             | Magyar hangok                               | 1.             | 2.              | 3.              | 4.              | 5.              | 6.             | 7.              |
| --------------------- | --------------------- | ------------------------------------------- | -------------- | --------------- | --------------- | --------------- | --------------- | -------------- | --------------- |
| Dr. Shaun Murphy      | Freddie Highmore      | Czető Ádám                                  | Főszereplő     | Főszereplő      | Főszereplő      | Főszereplő      | Főszereplő      | Főszereplő     | Főszereplő      |
| Dr. Neil Melendez     | Nicholas Gonzalez     | Dányi Krisztián                             | Főszereplő     | Főszereplő      | Főszereplő      | Epizód szereplő |                 |                |                 |
| Dr. Claire Browne     | Antonia Thomas        | Vadász Bea                                  | Főszereplő     | Főszereplő      | Főszereplő      | Főszereplő      | Epizód szereplő |                | Epizód szereplő |
| Dr. Jared Kalu        | Chuku Modu            | Markovics Tamás                             | Főszereplő     | Epizód szereplő |                 |                 |                 | Mellékszereplő | Főszereplő      |
| Jessica Preston       | Beau Garrett          | Kisfalvi Krisztina                          | Főszereplő     |                 |                 | Epizód szereplő |                 |                |                 |
| Dr. Marcus Andrews    | Hill Harper           | Varga Rókus                                 | Főszereplő     | Főszereplő      | Főszereplő      | Főszereplő      | Főszereplő      | Főszereplő     |                 |
| Dr. Aaron Glassman    | Richard Schiff        | Fazekas István                              | Főszereplő     | Főszereplő      | Főszereplő      | Főszereplő      | Főszereplő      | Főszereplő     | Főszereplő      |
| Allegra Aoki          | Tamlyn Tomita         | Bertalan Ágnes                              | Főszereplő     | Főszereplő      | Epizód szereplő |                 |                 |                |                 |
| Dr. Alex Park         | Will Yun Lee          | Szatmári Attila                             | Mellékszereplő | Főszereplő      | Főszereplő      | Főszereplő      | Főszereplő      | Főszereplő     | Főszereplő      |
| Dr. Morgan Reznick    | Fiona Gubelmann       | Mezei Kitty                                 | Mellékszereplő | Főszereplő      | Főszereplő      | Főszereplő      | Főszereplő      | Főszereplő     | Főszereplő      |
| Dr. Audrey Lim        | Christina Chang       | Ősi Ildikó                                  | Mellékszereplő | Főszereplő      | Főszereplő      | Főszereplő      | Főszereplő      | Főszereplő     | Főszereplő      |
| Lea Dilallo           | Paige Spara           | Andrádi Zsanett                             | Mellékszereplő | Főszereplő      | Főszereplő      | Főszereplő      | Főszereplő      | Főszereplő     | Főszereplő      |
| Dr. Carly Lever       | Jasika Nicole         | Czető Zsanett                               | Mellékszereplő | Mellékszereplő  | Főszereplő      |                 |                 |                |                 |
| Dr. Jordan Allen      | Bria Samoné Henderson | Bognár Gyöngyvér 1. hang Sági Tímea 2. hang |                |                 |                 | Mellékszereplő  | Főszereplő      | Főszereplő     | Főszereplő      |
| Dr. Asher Wolke       | Noah Galvin           | Moser Károly                                |                |                 |                 | Mellékszereplő  | Főszereplő      | Főszereplő     | Főszereplő      |
| Dr. Mateo Rendón Osma | Osvaldo Benavides     | Láng Balázs                                 |                |                 |                 | Epizód szereplő | Főszereplő      |                |                 |

- Dr. Shaun Murphy – Murphy a nyugodt vidéki életről mond le, hogy a nagyvárosi Szent Bonaventura kórházban életeket mentsen. Egyik motivációja, hogy gyermekkorukban öccse egy balesetben meghalt, és ő nem tudott segíteni rajta. Murphy kissé magas hangon, enyhén „énekelve” beszél, érzelemmentes, gépies hangon. Ritkán néz beszélgetőpartnerére, és kerüli a testi érintkezést (például senkivel nem fog kezet). Kezeit gyakran összekulcsolja maga előtt, és kissé jobbra-balra, vagy előre-hátra ingadozik. Az 5. évadban eljegyzi és feleségül veszi szomszédját, Leát, a 6. évad zároepizódjában pedig megszületik, kisfiuk, Steven Aaron Murphy.
- Dr. Neil Melendez – Zseniális és magasan képzett sebész, aki felügyeli a rezidensek munkáját. Felismeri Murhpy-ben a tehetséget, de eleinte nem bízik benne, és alantas munkákat bíz rá. Földrengés okozta sérülések miatt meghalt.
- Dr. Claire Browne – Rendkívül okos és tehetséges rezidens, aki különleges kapcsolatot kezd ápolni Murphy-vel. Guatemalába utazik.
- Dr. Jared Kalu – Rezidens a kórházban, aki a legjobb akar lenni szakmájában. Más kórházban végzendő munka, valamint egy munkahelyi konfliktus miatt Denverbe költözik. A 6. évad végén egy eset kapcsán visszatér, és újrakezdi a rezidens éveit a kórházban.
- Jessica Preston – Jessica a kórház ügyvédje, és egyben dr. Melendez menyasszonya. Ugyanakkor a kórház alapítójának unokája, aki szeretné bizonyítani, hogy nem családja miatt tart ott, ahol.
- Dr. Marcus Andrews – Andrews a sebészeti osztály vezetője, aki mindig megkérdőjelezi Dr. Glassman döntéseit, hosszútávon annak elnöki pozíciójára pályázik, és Murphy praktizálását sem nézi jó szemmel. Majd miután Glassman lemond, ő lesz az elnök. Az elnöki posztról a 6. évad végén lemond, mivel nem tudja összeegyeztetni vezetői pozícióját a Villanueva nővérrel való kapcsolatával.
- Dr. Aaron Glassman – A Szent Bonaventura elnöke, Murphy mentora és nevelőapja, akit annak gyerekkora óta ismer. Hisz a pártfogoltjában: szerinte Shaun nagy dolgokat érhet el, ha kap rá esélyt. Ígéretet tesz rá, hogy ha Shaun hibázik, akkor lemond elnöki posztjáról. Erre később sor kerül, majd agydaganattal küzd, amiből felépül. A 6. évad végén egy ifjúkori sérülés következtében abba kell hagyja a sebészi munkát.
- Allegra Aoki – A Szent Bonaventurát működtető alapítvány elnöke. Nyugodt, okos, aki mindig szem előtt tartja, hogy a kórház zavartalan és jövedelmező működését mindenáron biztosítania kell, különben lehúzhatják a rolót.
- Dr. Alex Park – Ex-rendőrtiszt, aki úgy döntött, hogy orvos lesz. Dr. Lim alatt sebész rezidens. Egy ideig Morgannel él együtt.
- Dr. Morgan Reznick – Dr. Melendez sebész rezidense. Morgennek van egy kis ellenszenve Clairrel szemben, mivel személyiségük és munkaetikájuk eltérő. Egy ideig Alex Park-kal alkot egy párt, de szakítanak. A 6. Évad végén magához vesz egy magára maradt Turner- szindrómás kislányt, Edent.
- Dr. Audrey Lim – A sürgősségi osztály sebésze, majd vezető sebész. A Covid járvány idején poszttraumás stresszel küzd.
- Lea Dilallo Murphy – Shaun szomszédja, akibe Shaun szerelmes lesz. Majd Shaunnal babát várnak, de orvosi probléma miatt elvetélt. Shaun eljegyzi és a kórház informatikai osztályának a vezetője lesz. Az 5. évad végén összeházasodnak Shaunnal, majd a 6. évad végén megszületik fiuk, Steven Aaron Murphy.
- Dr. Carly Lever – A kórház vezető patológusa, Shaun barátnője egy kis ideig.
- Dr. Jordan Allen – A kórház új rezidense.
- Dr. Asher Wolke – A kórház új rezidense. 18 évesen elhagyta a zsidó közönséget. A New york-i egyetemen végzet. Nyíltan meleg.
- Dr. Mateo Rendón Osma – Mexikói-amerikai sebész, akivel a csapat Guatemalában találkozik, és úgy dönt, hogy visszatér az Egyesült Államokba. Összejön Limmel.

### Mellékszereplők
- Dylan Kingwell – Steve Murphy (1., 3. évad, 5.évad ): Shaun öccse a visszaemlékezésekben. Evan Gallico-ként is játszik a jelenben, aki Shaunt az öccsére emlékezteti az 1. évad 5. részben. Megjelenik Shaun-nak Dr. Lim műtétjénél is.
- Teryl Rothery – J.L.
- Chris D’Elia – Kenny (1. évad): Shaun új szomszédja, aki Lea lakásába költözik. Mikor Lea visszatér, Shaun megemlíti, hogy Kennyt letartóztatták.
- Sheila Kelley – Debbie Wexler (1–3. évad): kórházi büfés, aki vonzódik Dr. Glassmanhez. A 3. évadban hozzámegy Dr. Glassmanhez, később azonban elválnak. Érdekesség, hogy Sheila Kelley a való életben is a Glassman-t játszó Richard Schiff felesége.
- Lisa Edelstein – Dr. Marina Blaize (2. évad): onkológus
- Daniel Dae Kim – Dr. Jackson Han (2. évad): a sebészet főnöke
- Sharon Leal – Breeze Brown (2–3 évad): Dr. Claire Brown anyja, aki bipoláris zavarban szenved
- Ricky He – Kellan Park (2–3. évad): Dr. Park elidegenedett fia
- Karin Konoval – Deena Petringa (2–3. évad): nővér

### További szereplők
- Irene Keng – Dr. Elle McLean, sebész rezidens (csak a pilot epizódban jelenik meg, de ott állandó szerepe van)
- Eve Gordon – Fryday nővér
- Eric Winter – Matt Coyle, orvos, aki a kórház személyzetét csábítja, egészen addig, amíg lépést nem tesz Claire felé
- Marsha Thomason – Dr. Isabel Barnes, Marcus felesége
- Kelly Blatz – Aidan Coulter, donor; vonzódik Allegra iránt
- Manny Jacinto – Bobby Ato
- Necar Zadegan – Dr. Ko
- Holly Taylor – Maddie Glassman, Dr. Glassman lánya

## Epizódok
| Évad | Évad | Részek száma | Részek száma | Eredeti sugárzás     | Eredeti sugárzás  | Eredeti adó | Magyar sugárzás   | Magyar sugárzás      | Magyar adó |
| Évad | Évad | Részek száma | Részek száma | Évadbemutató         | Évadzáró          | Eredeti adó | Évadbemutató      | Évadzáró             | Magyar adó |
| ---- | ---- | ------------ | ------------ | -------------------- | ----------------- | ----------- | ----------------- | -------------------- | ---------- |
|      | 1.   | 18           | 18           | 2017. szeptember 25. | 2018. március 26. | ABC         | 2018. július 19.  | 2018. november 8.    | RTL Klub   |
|      | 2.   | 18           | 18           | 2018. szeptember 24. | 2019. március 11. | ABC         | 2019. február 22. | 2019. június 7.      | RTL Klub   |
|      | 3.   | 20           | 20           | 2019. szeptember 23. | 2020. március 30. | ABC         | 2020. június 11.  | 2020. szeptember 18. | RTL Klub   |
|      | 4.   | 20           | 20           | 2020. november 2.    | 2021. június 7.   | ABC         | 2021. június 28.  | 2021. július 23.     | RTL Klub   |
|      | 5.   | 18           | 18           | 2021. szeptember 27. | 2022. május 16.   | ABC         | 2022. július 25.  | 2022. augusztus 17.  | RTL Klub   |
|      | 6.   | 22           | 22           | 2022. október 3.     | 2023. május 1.    | ABC         | 2023. július 13.  | 2023. augusztus 11.  |            |
|      | 7.   | 10           | 10           | 2024. február 20.    | 2024. május 21.   | ABC         | n. a.             | n. a.                |            |